# Coleophora nurmahal
Coleophora nurmahal is een vlinder uit de familie kokermotten (Coleophoridae). De wetenschappelijke naam van deze soort is voor het eerst geldig gepubliceerd in 1957 door Toll.
De soort komt voor in tropisch Afrika.